# 스웨덴 축구 국가대표 B팀
스웨덴 축구 국가대표팀 B팀은 스웨덴 축구 협회가 관리하는 2군 축구 팀이었다. 스웨덴 B는 1929년 9월 29일 노르웨이와의 첫 경기를 치렀고, 그 경기는 3-1로 승리했다. 팀의 마지막 경기는 1997년 5월 21일 폴란드와의 경기에서 1-0으로 승리한 것으로, 그 경기 후 스웨덴 B팀은 사라졌다.

## 같이 보기
- 스웨덴 축구 국가대표팀